# Рудольф Сверчинський

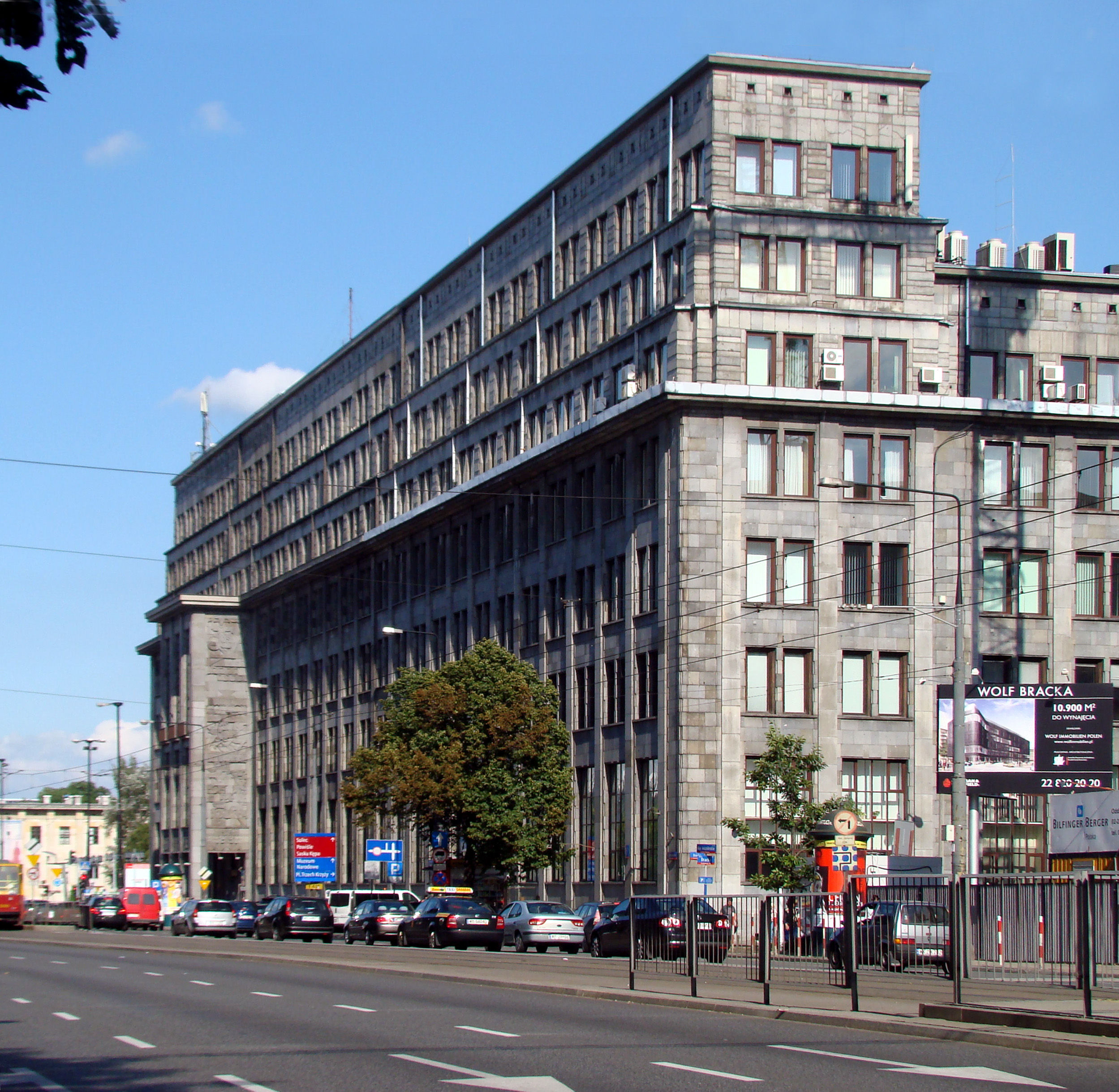
Будинок Банку крайового господарства у Варшаві

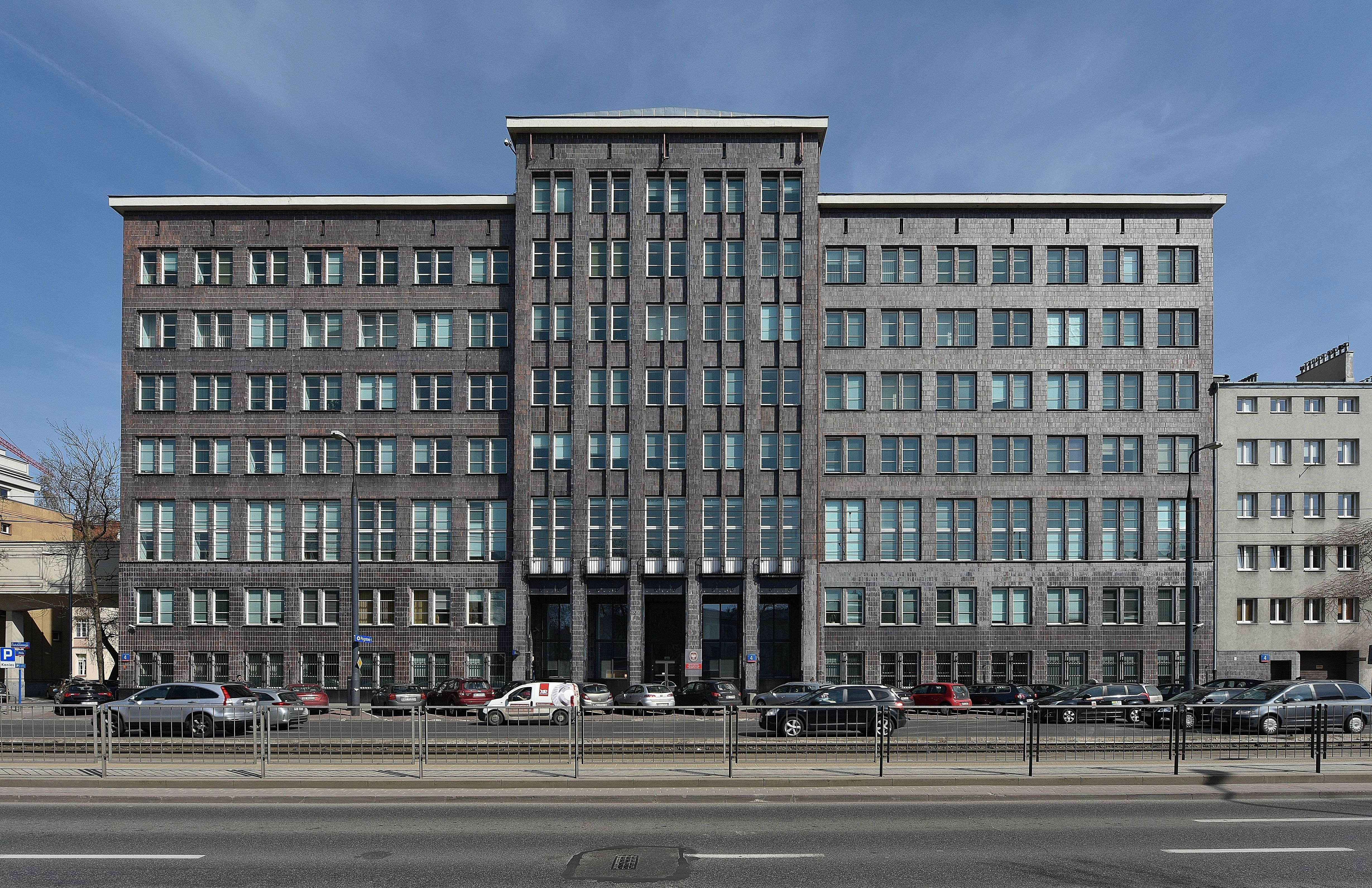
Дім Міністерства комунікації у Варшаві

Рудольф Сверчинський (пол. Rudolf Świerczyński, 23 квітня 1887, Руднік — 14 травня 1943, Варшава) — архітектор, педагог.

## Біографія
Відвідував школу в Ловичі і у Варшаві. Навчався у Варшавській політехніці, Варшавській школі мистецтв, згодом у Дармштадті. 1910 року закінчив Дрезденську політехніку. Спочатку відбував практику у міському будівельному бюро Гарбурга під керівництвом професора Шумахера. Пізніше працював у проектному бюро Юзефа Галензовського. Із часом став його спільником. Заснував спільне проектне бюро з Ромуальдом Гуттом. Від 1915 року викладач, а згодом професор на факультеті архітектури Варшавської політехніки. 
9 листопада 1938 року відзначений Золотим академічним лавровим вінком за «видатні заслуги для польського мистецтва загалом».
Член журі конкурсів проектів робітничих осель для місцевостей Полесє Константиновське і Нове Рокіче у Лодзі., проектів польського павільйону для виставки у Нью-Йорку 1939 року (відбірковий конкурс 1938).
Роботи
- Проект палацу в Амбельмуйжі Вітебської губернії.[4]
- Двір у старій Сеняві на Поділлі.[4]
- Перебудова дворів у Пясечниці і Вольбожі.[4]
- Проект парку в Синьоленці.[4]
- Конкурсний проект маєтку в Неговичі. 1913 рік, співавтор Рудольф Сверчинський. Друге місце. Журі відзначило гарні, дещо архаїзуючі фасади з галереєю на фронті, оригінальний план, вдале розміщення головної сходової клітки.[5]
- Проект дерев'яної двокімнатної сільської хати. Здобув перше місце на конкурсі Громадського комітету і Кола архітекторів у Варшаві 1916 року. Співавтор Ромуальд Гутт.[6]
- Проект комплексу житлових будинків кооперативу «Jedność» на розі вулиць Фільтрової і Сухої у Варшаві. Створений для закритого конкурсу 1925 року, де здобув перше місце.[7]
- Будівля Банку державного господарства на розі вулиць Алеї Єрусалимські і Новий Світ у Варшаві. Конкурсний проект 1927 року здобув перше місце.[8] Будівництво завершено після Другої світової війни.[9]
- Перше місце на конкурсі проектів будинку Міністерства закордонних справ Польщі у Варшаві (1929).[10]
- Будинок Міністерства комунікації на вулиці Халубінського, на розі з вулицею Гожею у Варшаві. Проект здобув перемогу на конкурсі 1927 року. Початково призначався для Міністерства публічних робіт. Обчислення параметрів залізобетонних конструкцій виконав Людвік Тильбор, керівництво спорудженням Вітольда Якімовського.[11]
- Проект дому керівництва військово-морських сил у Варшаві (1933).[12]